# ARP Quadra
L'ARP Quadra è una tastiera prodotta dalla compagnia statunitense ARP Instruments, commercializzata dal 1978 al 1981, anno del fallimento della compagnia.

## Storia e caratteristiche

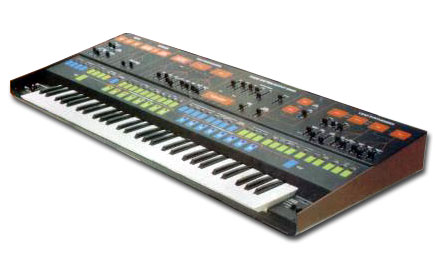
ARP Quadra

Il Quadra, provvisto di una tastiera a 5 ottave Do-Do non dinamica, è formato dalle componenti dell'Omni II e del Solus riunite in un unico strumento diviso in 4 sezioni: Bass synth, Poly synth, Lead synth, e String synth, con l'aggiunta di numerosi circuiti di complemento e di gestione. Era in grado di produrre ognuno di questi suoni contemporaneamente, e allo stesso tempo di dividere i suoni stessi nelle quattro sezioni, inviati ad altrettante uscite indipendenti, oltre ad un'uscita stereo. Il suono delle quattro sezioni convergeva in un mixer, posto in posizione centrale nel pannello, provvisto di un particolare phase shifter stereofonico a 14 stadi, che utilizzava la tecnica di compressione/espansione della dinamica, per ridurre il rumore di fondo delle linee di ritardo analogiche.
La sua caratteristica musicale di rilievo sta pertanto nella possibilità di produrre nello stesso momento suoni di archi, fiati o accordi di synth, basso e sintetizzatore solista, distribuiti nello spettro stereofonico, instradando opportunamente le uscite indipendenti tramite il mixer di regia.
Non impiegava ancora il protocollo MIDI, motivo per cui venne rapidamente scartato dai musicisti, che necessitavano di questa importante innovazione; va notato quindi che, proprio con l'impiego del MIDI, risultava poi possibile ricreare con facilità quel complesso insieme di suoni gestiti da un solo tastierista, aspetto che portò rapidamente all'obsolescenza del Quadra. In aggiunta a ciò, non è mai stato prodotto un retrofit per dotarlo di questa funzionalità.
La parte logica impiegava un microcomputer Intel 8048, con la caratteristica di integrare nel medesimo chip sia la logica di controllo (CPU), sia il microprogramma del sistema, sia la RAM (64 x8 Data Memory, 1k x8 Program Memory)
Il Quadra disponeva di 16 patch di memoria per mantenere lo stato di attivazione dei vari slider di controllo; ciò implica che non era possibile memorizzare completamente un determinato set-up, ma solo abilitare o meno i vari controlli, che potevano avere regolazioni molto differenti per i vari suoni. Altre importanti caratteristiche erano i due controlli per il portamento indipendente dei due VCO della sezione Lead synth, ed un arpeggiatore. I principali svantaggi erano invece la programmabilità molto limitata e la presenza di una insolita funzione di intervallo programmato, per trasporre sezioni di tastiera in modo arbitrario.
La sezione Bass synth (sintetizzatore-basso) era monofonica, realizzata impiegando un VCO e un VCF dedicati, e poteva essere programmata per controllare le due ottave più basse delle 5 presenti sulla tastiera (per un totale di 61 tasti). Disponeva di preset da 8' e 16', più la possibilità di scendere ancora di un'ottava.
La sezione String synth (sintetizzatore-archi) era basata sull'omonima sezione dell'Omni II. Per il suo funzionamento sfruttava un effetto chorus evoluto, una sorta di effetto "corale" che migliorava il suono degli strumenti ad arco, così costituito: il circuito ("phaser" nello schema elettrico) è un'evoluzione del phasor che si trova sull'Omni e prima ancora sull'ARP String Ensemble (originariamente Eminent Solina) ed è costituito da tre linee di ritardo analogiche indipendenti, modulate tramite tre LFO regolati su frequenze prime tra loro, così da non presentare mai in teoria lo stesso pattern di modulazione nel tempo; a differenza dei classici effetti chorus (che presentano spiccata ciclicità), il segnale diretto non veniva miscelato con gli altri in uscita, per cui l'effetto risultava spiccatamente corale senza produrre artificiosi sdoppiamenti periodici del suono. Le sezioni String e Poly Synth avevano generatori polifonici di onde sonore da 8' e 4' assieme ad un preset chiamato "Hollow Waveform", che convertiva le onde a dente di sega in onde rettangolari, modificando così la distribuzione delle armoniche; la sezione Poly synth poteva contare su un filtro VCF tipo 4075, a 24dB/oct di pendenza, in funzionamento parafonico, cioè non permetteva la modulazione articolata del timbro delle singole note, bensì dell'intero materiale sonoro in un unico inviluppo.
Nella sezione Lead Synth il Quadra presentava un sintetizzatore a sintesi sottrattiva a due voci su cinque ottave, con funzionalità aftertouch nelle ultime tre ottave della tastiera, e con funzionalità duofonica (due note suonabili alla volta, come nell'Odyssey).
Lo strumento racchiudeva la summa dello sviluppo di precedenti prodotti ARP, per disporre contemporaneamente di più funzionalità, ed era tecnicamente molto complesso e critico; in effetti non compaiono innovazioni importanti dal punto di vista del suono generato, quanto piuttosto la gestione digitale con un primitivo e approssimativo supporto di memorie per i suoni creati. Altra miglioria degna di nota è la tastiera, che per razionalizzare il controllo simultaneo di quattro sezioni diverse, è semplificata (un contatto on/off per tasto) rispetto agli strumenti precedenti, delegando tutta la conseguente gestione ad una scheda dedicata ("Keyboard electronics") e al microcomputer di bordo.
Il Quadra è uno strumento piuttosto raro e viene scambiato per cifre molto elevate fra collezionisti, nonostante nella sua esistenza siano state maggiori le critiche al funzionamento e all'affidabilità, piuttosto che alle sonorità ottenibili. Per una serie di circostanze, infatti, alla sua presentazione sul mercato risultò già superato da molti altri sintetizzatori dell'epoca.

## Musicisti noti che usavano il Quadra
- Joe Zawinul dei Weather Report
- Tony Banks dei Genesis
- John Carpenter
- Rick Wright dei Pink Floyd
- Rayborn Huff dei David and the Giants
- New Order
- Pink Floyd
- Dynasty